# 11e parallèle nord
Pour les articles homonymes, voir 11e parallèle.
En géographie, le 11e parallèle nord est le parallèle joignant les points de la surface de la Terre dont la latitude est égale à 11° nord.

## Géographie

### Dimensions
Dans le système géodésique WGS 84, au niveau de 11° de latitude nord, un degré de longitude équivaut à 109,288 km ; la longueur totale du parallèle est donc de 39 344 km, soit environ  98,2% de celle de l'équateur. Il en est distant de 1 216 km et du pôle Nord de 8 786 km,.
Comme tous les autres parallèles à part l'équateur, le 11e parallèle nord n'est pas un grand cercle et n'est donc pas la plus courte distance entre deux points, même situés à la même latitude. Par exemple, en suivant le parallèle, la distance parcourue entre deux points de longitude opposée est 19 672 km ; en suivant un grand cercle (qui passe alors par le pôle nord), elle n'est que de 17 572 km.

### Durée du jour
À cette latitude, le soleil est visible pendant 12 heures et 46 minutes au solstice d'été, et 11 heures et 29 minutes au solstice d'hiver.